# Chatonrupt-Sommermont
Chatonrupt-Sommermont est une commune française située dans le département de la Haute-Marne, en région Grand Est.

## Géographie

### Hydrographie
La commune est dans la région hydrographique « la Seine de sa source au confluent de l'Oise (exclu) » au sein du bassin Seine-Normandie. Elle est drainée par le canal de la Marne a la Saone, la Marne et le Ru,.
Le canal de la Marne à la Saône est un canal à bief de partage au gabarit Freycinet, d'une longueur de 160 km reliant les vallées de la Marne et de la Saône, géré par les Voies navigables de France.
La Marne  prend sa source sur le plateau de Langres, dans la commune de Saints-Geosmes (Haute-Marne) et se jette dans la Seine entre Charenton-le-Pont et Alfortville (Val-de-Marne) dans le quartier de Conflans-l'Archevêque.

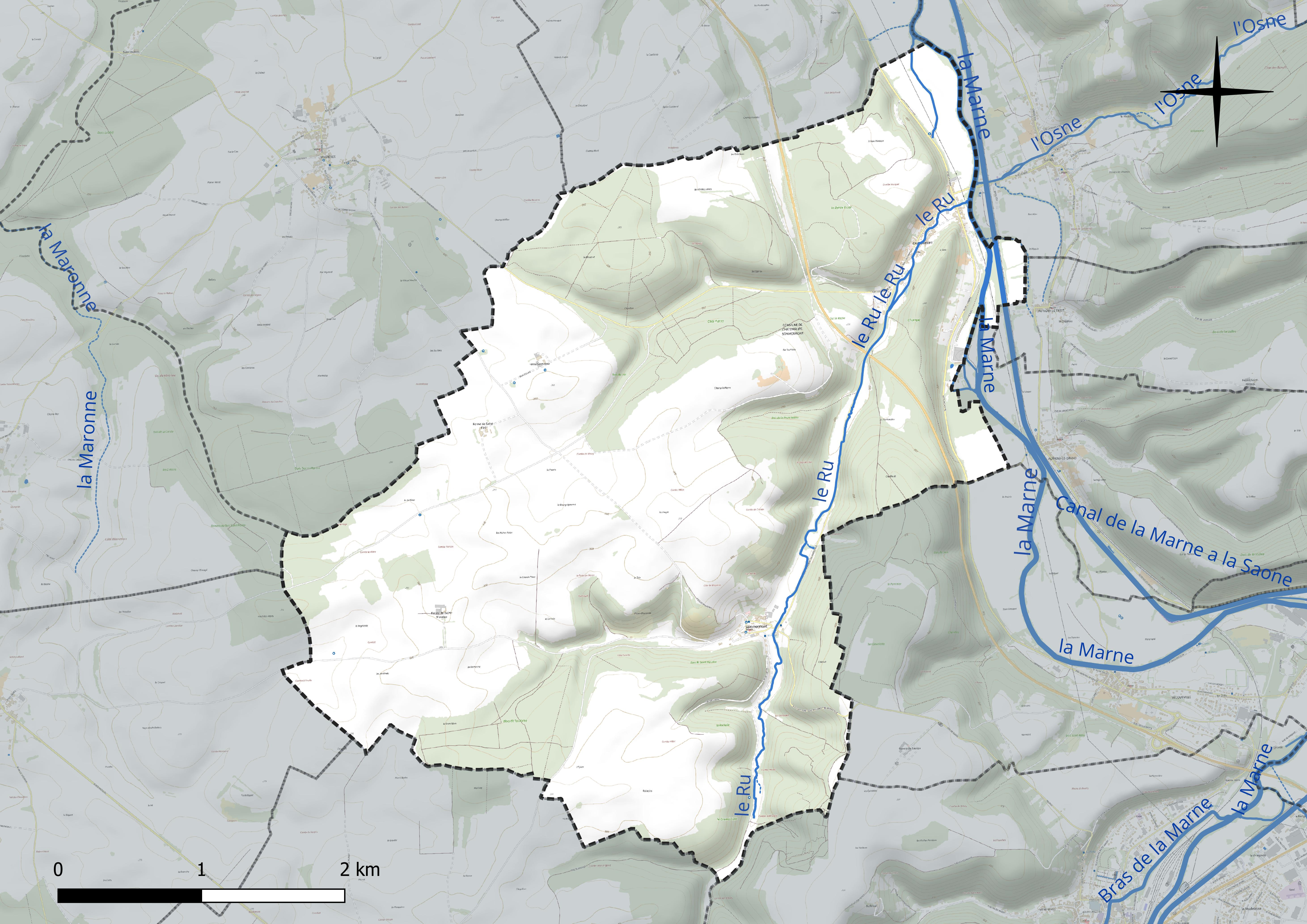
Réseau hydrographique de Chatonrupt-Sommermont.

### Climat
Pour des articles plus généraux, voir Climat du Grand Est et Climat de la Haute-Marne.
En 2010, le climat de la commune est de type climat de montagne, selon une étude du Centre national de la recherche scientifique s'appuyant sur une série de données couvrant la période 1971-2000. En 2020, Météo-France publie une typologie des climats de la France métropolitaine dans laquelle la commune est exposée à un climat océanique altéré et est dans la région climatique Lorraine, plateau de Langres, Morvan, caractérisée par un hiver rude (1,5 °C), des vents modérés et des brouillards fréquents en automne et hiver.
Pour la période 1971-2000, la température annuelle moyenne est de 10,5 °C, avec une amplitude thermique annuelle de 16 °C. Le cumul annuel moyen de précipitations est de 965 mm, avec 13,5 jours de précipitations en janvier et 9,3 jours en juillet. Pour la période 1991-2020, la température moyenne annuelle observée sur la station météorologique de Météo-France la plus proche, « Chevillon_sapc », sur la commune de Chevillon à 5 km à vol d'oiseau, est de 11,1 °C et le cumul annuel moyen de précipitations est de 982,1 mm. 
La température maximale relevée sur cette station est de 40,6 °C, atteinte le 25 juillet 2019 ; la température minimale est de −17,4 °C, atteinte le 20 décembre 2009,,.
Les paramètres climatiques de la commune ont été estimés pour le milieu du siècle (2041-2070) selon différents scénarios d'émission de gaz à effet de serre à partir des nouvelles projections climatiques de référence DRIAS-2020. Ils sont consultables sur un site dédié publié par Météo-France en novembre 2022.

## Urbanisme

### Typologie
Au 1er janvier 2024, Chatonrupt-Sommermont est catégorisée commune rurale à habitat dispersé, selon la nouvelle grille communale de densité à sept niveaux définie par l'Insee en 2022.
Elle est située hors unité urbaine. Par ailleurs la commune fait partie de l'aire d'attraction de Saint-Dizier, dont elle est une commune de la couronne,. Cette aire, qui regroupe 72 communes, est catégorisée dans les aires de 50 000 à moins de 200 000 habitants,.

### Occupation des sols
L'occupation des sols de la commune, telle qu'elle ressort de la base de données européenne d’occupation biophysique des sols Corine Land Cover (CLC), est marquée par l'importance des territoires agricoles (51,8 % en 2018), en diminution par rapport à 1990 (53,6 %). La répartition détaillée en 2018 est la suivante : 
terres arables (47,6 %), forêts (46,7 %), prairies (3,3 %), zones urbanisées (1,5 %), zones agricoles hétérogènes (0,9 %). L'évolution de l’occupation des sols de la commune et de ses infrastructures peut être observée sur les différentes représentations cartographiques du territoire : la carte de Cassini (XVIIIe siècle), la carte d'état-major (1820-1866) et les cartes ou photos aériennes de l'IGN pour la période actuelle (1950 à aujourd'hui).

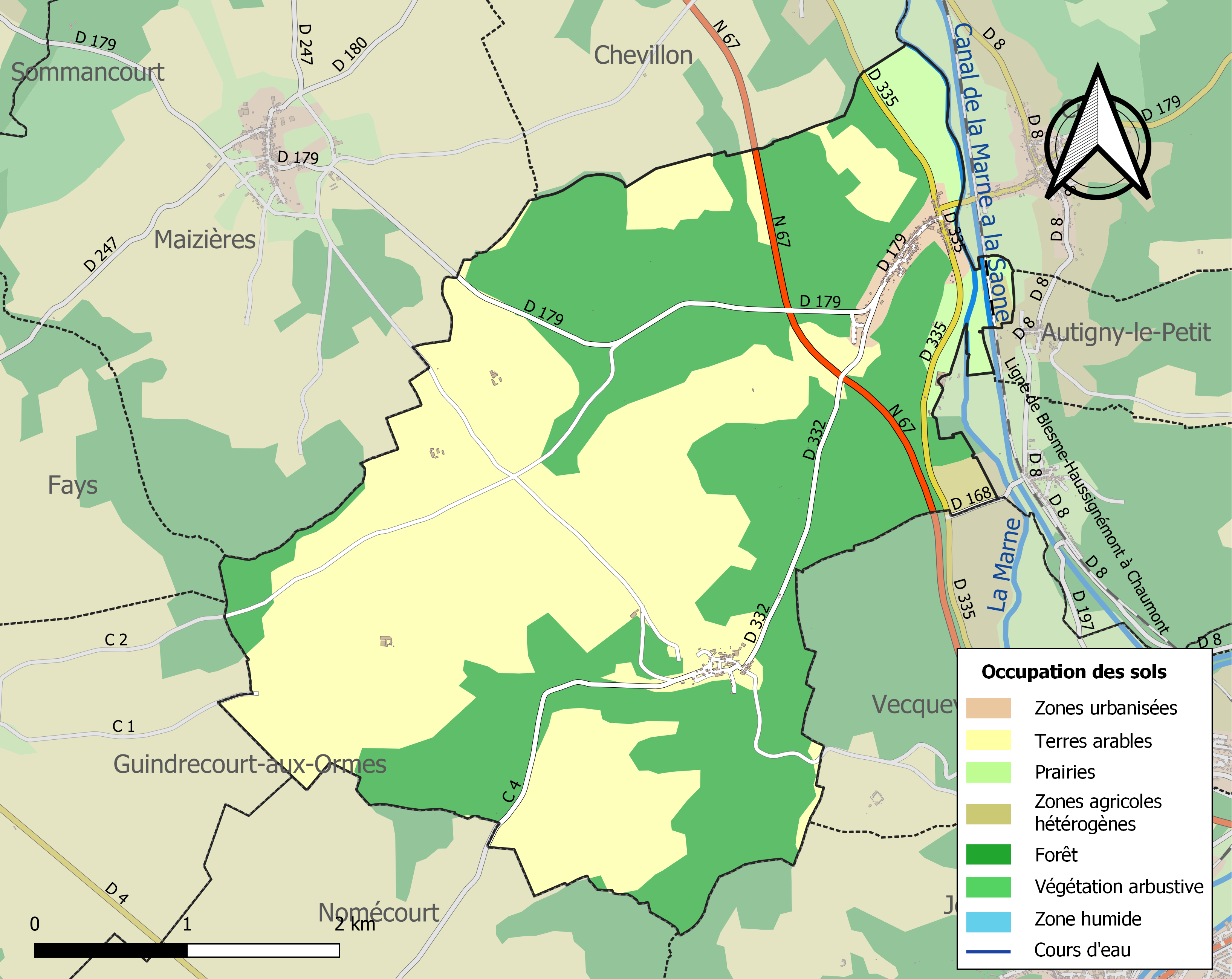
Carte des infrastructures et de l'occupation des sols de la commune en 2018 (CLC).

## Toponymie
Le nom de la localité est attesté sous les formes Catonis Rivus (1131) ; Chatonis Rivus (1227) ; Chattonru (1228) ; Chatonru (1256) ; Chastonru, Chatonrup (1364) ; Chatonrupt (1401) ; Chatompru (1412) ; Chasteauroup (1700) ; Chattonrupt (1763).

Chatonrupt est un toponyme composé de Chaton, nom de personne gaulois Catto(n) et de Rupt du latin rivus « ruisseau », du français ru « petit cours d'eau », écrit rupt.
Le 8 juin 1972, Chatonrupt absorbe l'ancienne commune Sommermont (fusion-association) et devient Chatonrupt-Sommermont.
 
Sommermont est attesté sous les formes Sommermont (fin du XIIIe siècle) ; Soubzmermont (1401) ; Sommairement (1690).

## Histoire
Le 8 juin 1972, Chatonrupt devient Chatonrupt-Sommermont à la suite de sa fusion-association avec Sommermont.

## Politique et administration

### Liste des maires
| Période                                  | Période  | Identité           | Étiquette | Qualité |
| ---------------------------------------- | -------- | ------------------ | --------- | ------- |
| Les données manquantes sont à compléter. |          |                    |           |         |
| avant 1988                               | ?        | Abel Dupuis        |           |         |
| mars 2001                                | ?        | Jean-Marie Arnould |           |         |
| ?                                        | 2020     | Olivier Marcel     |           |         |
| 2020                                     | En cours | Joël Agnus         |           |         |

## Population et société

### Démographie
L'évolution du nombre d'habitants est connue à travers les recensements de la population effectués dans la commune depuis 1793. Pour les communes de moins de 10 000 habitants, une enquête de recensement portant sur toute la population est réalisée tous les cinq ans, les populations de référence des années intermédiaires étant quant à elles estimées par interpolation ou extrapolation. Pour la commune, le premier recensement exhaustif entrant dans le cadre du nouveau dispositif a été réalisé en 2004.

En 2022, la commune comptait 266 habitants, en évolution de −13,07 % par rapport à 2016 (Haute-Marne : −4,62 %, France hors Mayotte : +2,11 %).
| 1793 | 1800 | 1806 | 1821 | 1831 | 1836 | 1841 | 1846 | 1851 |
| ---- | ---- | ---- | ---- | ---- | ---- | ---- | ---- | ---- |
| 312  | 371  | 344  | 326  | 368  | 377  | 407  | 457  | 427  |

| 1856 | 1861 | 1866 | 1872 | 1876 | 1881 | 1886 | 1891 | 1896 |
| ---- | ---- | ---- | ---- | ---- | ---- | ---- | ---- | ---- |
| 412  | 516  | 514  | 497  | 484  | 420  | 381  | 594  | 327  |

| 1901 | 1906 | 1911 | 1921 | 1926 | 1931 | 1936 | 1946 | 1954 |
| ---- | ---- | ---- | ---- | ---- | ---- | ---- | ---- | ---- |
| 338  | 328  | 319  | 308  | 300  | 291  | 263  | 237  | 267  |

| 1962 | 1968 | 1975 | 1982 | 1990 | 1999 | 2004 | 2006 | 2009 |
| ---- | ---- | ---- | ---- | ---- | ---- | ---- | ---- | ---- |
| 304  | 281  | 320  | 298  | 312  | 321  | 308  | 298  | 327  |

| 2014 | 2019 | 2022 | - | - | - | - | - | - |
| ---- | ---- | ---- | - | - | - | - | - | - |
| 312  | 279  | 266  | - | - | - | - | - | - |

## Culture locale et patrimoine

### Lieux et monuments

#### Église Saint-Brice de Chatonrupt

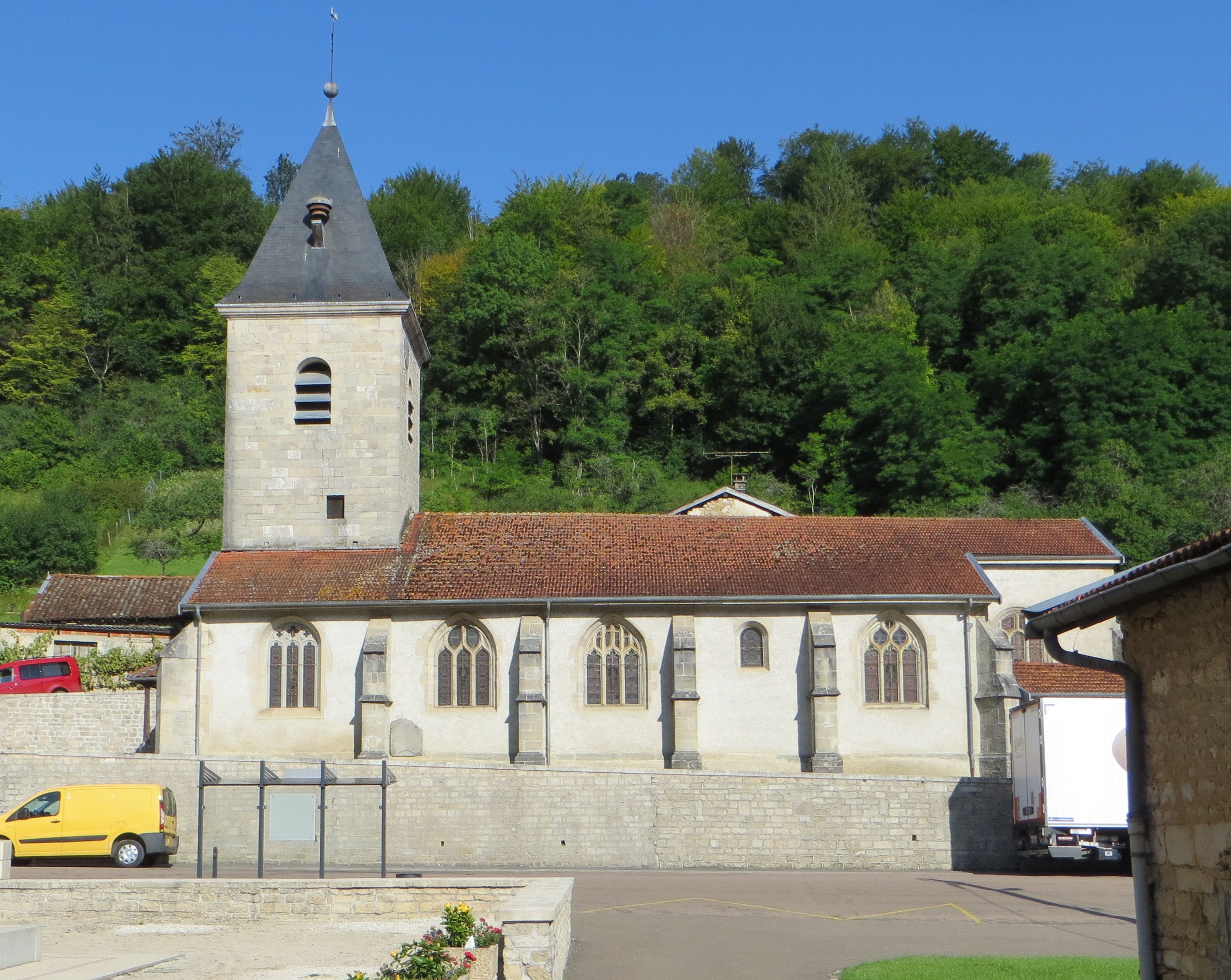
Église Saint-Brice de Chatonrupt

L’église paroissiale de Chatonrupt, consacrée à saint Brice, remonte pour sa partie la plus ancienne au XIIe siècle. Il s’agit de la nef centrale, non voûtée et présentant des vestiges de baies en plein cintre. Les deux travées du chœur et le collatéral sud datent probablement du XVIe siècle. L’église a été agrandie au XIXe siècle par l’ajout de deux travées, côté ouest : une constituant un collatéral, et une autre supportant le clocher. Les cloches qui s’y trouvent, datées de 1859, permettent d’estimer l’époque de ces travaux, qui ont vu également les baies assurant l’éclairage de l’édifice être agrandies, voir percées. Un petit porche en bois protège l’entrée de l’église.
L’intérieur de l’église comporte de nombreux objets anciens ne faisant l’objet d’aucune mesure de protection, comme une statue en calcaire polychrome de la première moitié du XVIe siècle représentant sainte Barbe, un retable de la première moitié du XVIIIe siècle ou une poutre de gloire du XIXe siècle.
En juillet 2021, une ajointe au maire retrouve un chemin de croix du XIXe siècle, stocké depuis quarante ans dans le clocher. Ignorant du principe d'inaliénabilité protégeant le mobilier des églises, le maire charge le mari de l’adjointe, un retraité de l’Armée de l’air, de sa restauration. Le retraité, qui ne demande que 40 € par tableau, pour couvrir l’achat des fournitures qu’il se procure dans un magasin de bricolage, repeint par-dessus l’œuvre d’origine avec des couleurs vives, déclarant : « J’améliore ces tableaux, je les remets au goût du jour. ». Cette amélioration est qualifiée par le journaliste Didier Rykner, dans la Tribune de l'art, de « barbouillage » avec des « couleurs psychédéliques ». Avertie des faits, la Direction régionale des Affaires culturelles du Grand Est a immédiatement contacté la mairie de Chatonrupt-Sommermont pour faire cesser la dégradation des œuvres, mais onze des quatorze tableaux ont été touchés. Cependant, ce vandalisme n’est pas illégal, puisque les œuvres concernées ne bénéficiaient d’aucune protection.

#### Église Saint-Maurice de Sommermont

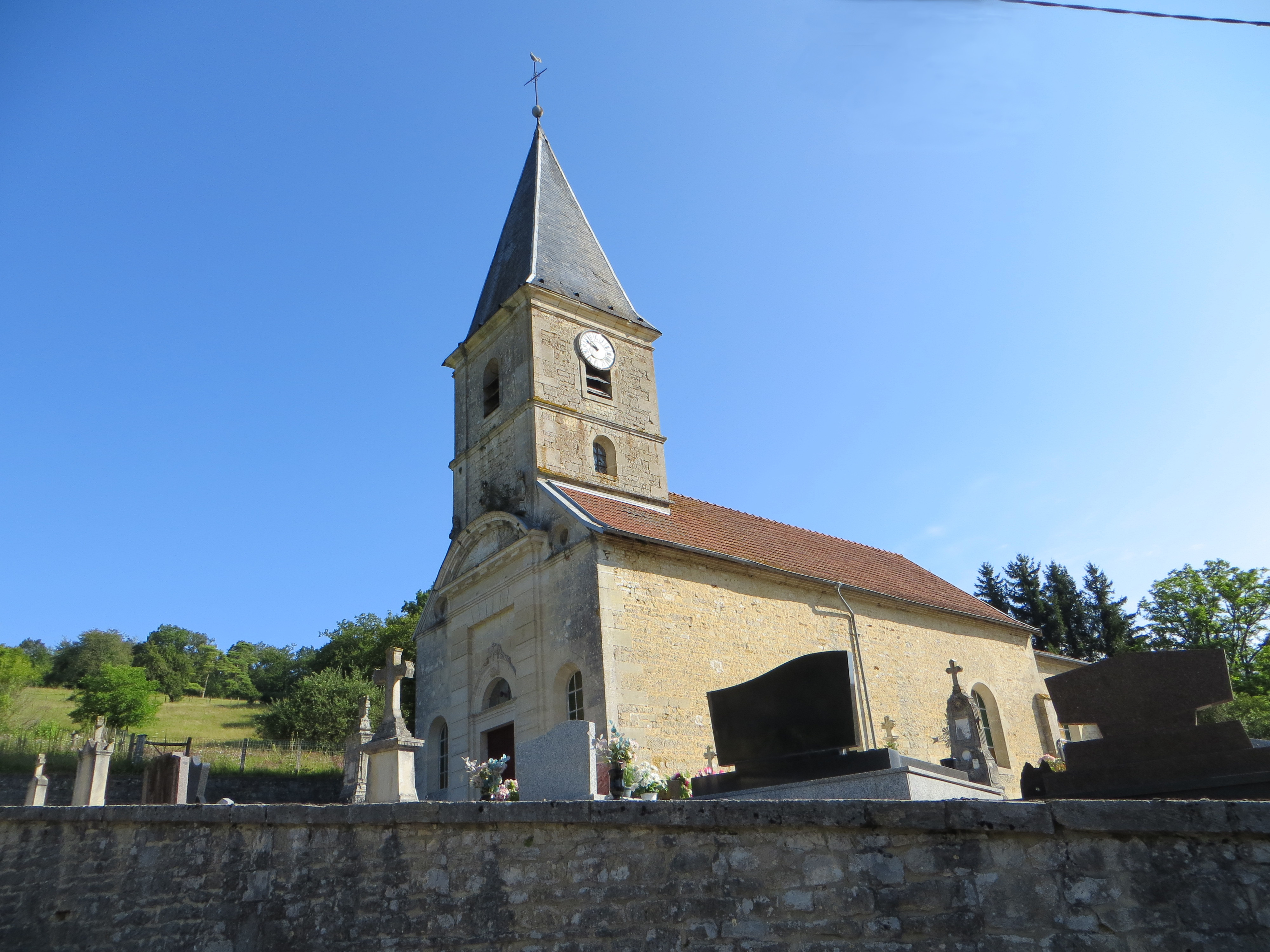
Église Saint-Maurice de Sommermont.

Consacrée à saint Maurice, l’église paroissiale de Sommermont présente une nef à vaisseau unique plafonnée, et un clocher-porche, datant du début du XIXe siècle. Le chœur présente un chevet plat composé de deux travées à voûte ogivale, datant de la fin du XVIe siècle ou du début du XVIIe. La baie axiale en est obturée.
L’église comporte plusieurs œuvres d’art, dont un calvaire du XVIe siècle et une statue polychrome en calcaire de saint Maurice du XVIIe siècle, tous deux classés monument historique comme le bâtiment lui-même. Une statue similaire de saint Roch n’est, elle, pas classée.

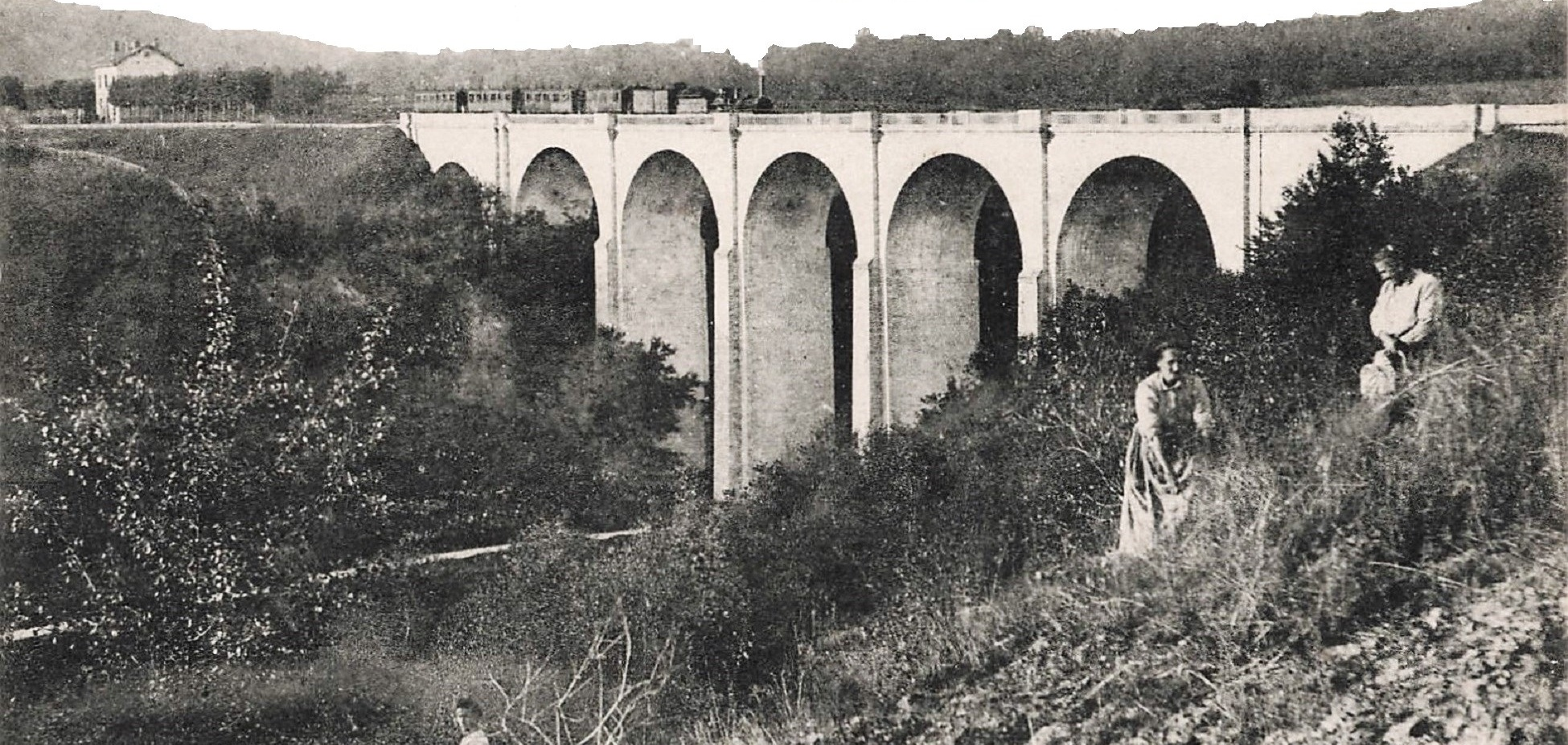
le Viaduc en 1924

? Cloche de l'église sonnant 10h [Fiche]
- le viaduc ferroviaire